# Grand Theft Auto Online
Grand Theft Auto Online – wieloosobowy tryb gry w Grand Theft Auto V, wyprodukowany przez studio Rockstar North i wydany 1 października 2013 roku.

## ZEESHAN
MONDAL
Gracz wciela się w postać wybranego przez siebie gangstera, którego wygląd może modyfikować.
W zależności od platformy, gra w trybie online zawiera tryb rozgrywek wieloosobowych do maksymalnie szesnastu lub trzydziestu graczy jednocześnie przebywających na konkretnym serwerze. Mogą oni swobodnie poruszać się po mieście i wykonywać różne aktywności (które są dostępne w trybie jednoosobowym gry), a także dołączyć do trybu deathmatch, bądź też wziąć udział w wyścigu. Mogą także dowolnie modyfikować swoją postać, broń lub pojazd, nabywać posiadłości, czy też wykonywać różnego rodzaju zadania (nazywane przez Rockstar Games „Verified Jobs”), za które można otrzymać pieniądze oraz punkty doświadczenia potrzebne do osiągania kolejnych poziomów doświadczenia, dzięki którym można odblokować kolejne możliwości w grze.

### Kreator zadań
Do dyspozycji graczy oddano tryb kreatora zadań. Ich twórcy mogą dowolnie nanosić na mapę dowolne obiekty znajdujące się w podstawowej wersji gry, ustawiać tzw. checkpointy (punkty kontrolne), a także start i metę (dla trybu wyścigów), czy też punkty odrodzenia graczy na mapie po śmierci (dla trybu deathmatch). Po stworzeniu odpowiedniego zadania gracz ma także możliwość opublikowania go na stronie internetowej społeczności Grand Theft Auto V.

### Ekipy
Gracz prócz udziału w popularnych trybach wieloosobowych może także zrzeszać się w dowolnej liczbie ekip lub sam zostać ich twórcą (oraz jednocześnie przywódcą, liderem), dzięki czemu może zdobyć dodatkowe pieniądze oraz punkty doświadczenia przy grze online. W jednej ekipie może brać udział do 1000 graczy rekrutowanych poprzez samodzielne dołączenie lub wysłanie zaproszenia. Każda grupa posiada także swój emblemat, hierarchię, motto oraz wyróżniający ją gest. Ponadto przy tworzeniu ekipy jest wybierane jest jej główne przeznaczenie: „Gadatliwi”, „Poszukiwacze wrażeń”, „Rebelianci”, „Żołnierze”, a także „Gwiazdy”. Rywalizacja pomiędzy ekipami umożliwia zdobywanie coraz wyższych miejsc w rankingu zrzeszeń.

## Wydanie

### Rozwój
15 sierpnia 2013 roku Grand Theft Auto Online zostało zaprezentowane na materiale filmowym, a premiera trybu została zapowiedziana na 17 września. 29 sierpnia w Rockstar Games Social Club została udostępniona możliwość utworzenia organizacji przestępczej i werbowania członków, a także ujawniono system hierarchii.
1 października tryb został zaimplementowany do gry w wersji na PlayStation 3 i Xbox 360. W 2014 roku wraz z premierą Grand Theft Auto V na PlayStation 4 i Xbox One trafił na te platformy, a w 2015 roku także na PC wraz z premierą Grand Theft Auto V na tę platformę.
We wrześniu 2015 roku zakończono wsparcie dla GTA Online w wersji na PlayStation 3 i Xbox 360.
W październiku 2016 roku została wprowadzona nowa polityka zawieszania i blokowania graczy. Po pierwszym zawieszeniu gracz traci cały postęp w GTA Online, a jego postać jest przywracana do stanu wyjściowego. Kolejne wykroczenie powoduje stałą blokadę trybu.

### Dodatki
Rockstar Games po wydaniu trybu Online zaczęło wydawać różnego rodzaju DLC do gry – są one darmowe, lecz wymagają dostępu do Internetu oraz oryginalnej wersji gry. Oprócz wypuszczania kolejnych dodatków, w trybie wieloosobowym pojawiają się wydarzenia związane z konkretnym, aktualnie wydanym dodatkiem – najczęściej jest to zwiększona ilość zdobywanego doświadczenia i zdobywanych pieniędzy, a także organizowane jest jedno wydarzenie. Zawartość z DLC pojawia się również w trybie jednoosobowym gry. Pojawią się one także w tworzonej wersji gry na komputery osobiste i konsole ósmej generacji.
Zostało wydanych 35 dodatków:
- Pakiet plażowego obiboka – dodatek zawierający nowe bronie i pojazdy nawiązujące do zabaw na plaży. Zawiera także nowe fryzury, ubrania i tatuaże[25]. Z okazji wydania dodatku odbyła się impreza w grze o nazwie „Vespucci Beach Party”[26].
- Świąteczne prezenty – świąteczna dodatkowa zawartość do gry. Pojawiają się w niej ubrania, czapki oraz maski związane ze świątecznym klimatem[27].
- Masakra w dniu Św. Walentego – DLC z okazji Walentynek zawierający nowy karabin maszynowy (przypominający niegdyś popularny pistolet maszynowy Tommy Gun), limuzynę z lat 20. XX wieku, a także nowe ubrania, dodatki i fryzury nawiązujące do święta Walentynek[28]. W związku z wydanym dodatkiem odbyło się weekendowe wydarzenie[29].
- Aktualizacja biznesowa – dodatek zawierający zawartość związaną z okazywaniem swojego bogactwa. Dodane zostają trzy nowe supersamochody, nowy typ samolotu, a także dwa nowe rodzaje broni o dużej sile rażenia. Wyjątkowo pojawiają się także nowe garnitury, okulary i buty[30]. Z okazji wydania dodatku miała miejsce kolejna wirtualna impreza w grze[31].
- Życie na szczycie – zawartość związana z luksusowym życiem w mieście. Dodaje nowe apartamenty, trzy luksusowe samochody i motocykl, a także nową broń zwaną „Bullpup Rifle” (będąca odpowiednikiem francuskiego karabinu FAMAS)[32]. Tradycyjnie odbyło się wydarzenie związane z tym dodatkiem[33].
- Nie jestem hipsterem – DLC skupiające się na wyróżnieniu wyglądu gracza wśród innych. Zawiera kilka nowych pojazdów, nowy pistolet oraz sztylet, a także szereg nowych ubrań i akcesoriów[34]. Odbyło się weekendowe wydarzenie z tej okazji[35].
- Dzień Niepodległości – dodatek związany z obchodzonym 4 lipca w Stanach Zjednoczonych Dniem Niepodległości. Zawiera nowy motocykl oraz monster trucka, muszkiet i wyrzutnię fajerwerków, kilka nowych nieruchomości, flary, koszulkę z napisem „Made in the U.S.A.”, możliwość przejażdżki kolejką górską oraz diabelskim młynem na molo w Los Santos[36]. Z okazji wydarzenia, poprzez które powstał dodatek, odbyło się tradycyjnie weekendowe wydarzenie[37].
- Szkoła latania San Andreas – DLC powiązane z lotnictwem w grze mający swoją premierę 19 sierpnia 2014 roku. Wprowadza on przede wszystkim dwa nowe samoloty, śmigłowiec oraz samochód, a także plecaki do spadochronów (w tym: zapasowy spadochron), strój pilota, a także wyzwania solowe pomiędzy graczami w szkole latania[38][39]. Z okazji premiery dodatku odbyło się także weekendowe wydarzenie 22 sierpnia, a zakończyło 24 sierpnia 2014[40]. Dodano także parę nowych akcji związanych z dodatkiem[41].
- Ostatnia drużyna wygrywa – aktualizacja wprowadza dwa nowe modele broni oraz trzy nowe pojazdy lądowe. Dodano także nową funkcję do kreatora misji nazwaną The Last Team Standing, polegającą na wygranej drużyny, która jako ostatnia po danej potyczce pozostanie żywa[42].
- Wesołych Świąt – świąteczna niespodzianka od Rockstar Games. Dodatek wprowadza wyrzutnię rakiet samonaprowadzających, możliwość bitwy na śnieżki w trybie Online, akcesorium powiązane ze świętami (nowe maski, swetry, szaliki, kapelusze itd.) oraz cztery nowe pojazdy, w tym trzy sportowe[43].
- Napady – aktualizacja wprowadza tryb napadów, a ponadto zawiera także nowe tryby rozgrywki, codzienne wyzwania, odnawianie każdego dnia oraz zupełnie nowe uzbrojenie, ekwipunek i pojazdy. W trybie napadów czteroosobowa drużyna graczy otrzymuje możliwość zaplanowania i przeprowadzenia ataku na wyznaczony cel. Każdy z pięciu udostępnionych scenariuszy podzielony jest na szereg mniejszych etapów obejmujących bardziej szczegółowe zadania. Wszystkie sekwencje można rozegrać na kilka sposobów, a kluczem do pomyślnego ukończenia napadu jest ścisła współpraca między członkami drużyny. Ważną rolę podczas skoku odegra lider, od którego będzie zależał przydział zadań, wybór ekwipunku czy podział łupów[44].
- Shark Cash Cards – dodatek umożliwiający zakup dolarów Grand Theft Auto do GTA Online[45].
- Brudny szmal: część 1 – aktualizacja wprowadzająca nowe ubrania, akcesoria, broń ochrony osobistej, a także nowe pojazdy wojskowe, samoloty, czy drogie samochody. Dodano także widok z maski pojazdu w trybie widoku z pierwszej osoby. Premiera dodatku odbyła się 10 czerwca. W weekend następujący po wydaniu odbyło się weekendowe wydarzenie z tej okazji[46][47][48][49].
- Brudny szmal: część 2 – druga część aktualizacji dodatku Ill-Gotten Gains. Aktualizacja wprowadza 5 nowych pojazdów: łódź i cztery pojazdy lądowe, a także kastet do zakupienia w Ammu-Nation oraz nowe ubrania i akcesoria. Ponadto w wersji konsolowej gry pojawi się radiostacja The Lab, która była dostępna obecnie tylko w wersji na komputery osobiste. Premiera dodatku odbyła się 8 lipca 2015 roku[50][51][52].
- Wydarzenia trybu swobodnego – aktualizacja niwelująca m.in. menu, ekrany poczekalni, czy ekrany wczytywania podczas uczestniczenia w wydarzeniu w trybie swobodnym w Online, co pozwala na o wiele płynniejszą rozgrywkę. Wprowadziła także dwa nowe tryby: „Król na zamku” (polegający na przejęciu terenu poprzez zabicie aktualnego „króla” i przejęciu jego roli) i Odszukaj bestię (polegający na gonitwie jednej osoby, która jest szybsza i silniejsza przez grupę graczy, wolniejszych i słabszych). Dodano także dwa nowe tryby Adwersarza: „Gonitwa” (gracze mają za zadanie dostarczyć uzbrojony pojazd w określone miejsce, który wybuchnie, jeżeli jego prędkość zniży się poniżej określonej) oraz „Przekrocz linię” (4-osobowa drużyna graczy ma za zadanie przekroczyć linię wroga). DLC na platformach Xbox One oraz PlayStation 4 wprowadziło nowe funkcje do edytora Rockstar: są to m.in. biblioteka efektów dźwiękowych, możliwość skorzystania z aplikacji Snapmatic oraz zmiany w trybie reżysera. Premiera dodatku miała miejsce 15 września[53].
- Lowridery – aktualizacja umożliwi tuningowanie samochodów typu lowrider poprzez m.in. dodanie zmodyfikowanego systemu hydraulicznego, nałożenie malunku, czy ozdobienie wnętrza samochodu w nowym warsztacie znajdującym się w dzielnicy Strawberry. Będzie można także poza pojazdem dowolnie nim zarządzać – otwierać drzwi, bagażnik, czy uruchamiać silnik. Prócz możliwości modyfikowania pojazdów ww., pojawią się również maczeta oraz automatyczny pistolet maszynowy Tec-9. Umożliwi także posiadanie czterech apartamentów lub garaży naraz. Ponadto pojawi się osiem nowych misji kontaktowych od Lamara oraz nowy kreator scen w Rockstar Editor, pozwalający użyć różnych rekwizytów podczas kręcenia klipów. Premiera dodatku miała miejsce 20 października i pojawiła się na konsole ósmej generacji oraz komputery osobiste. Firma Rockstar Games opublikowała także dwa zwiastuny dodatku[54][55][56][57].
- Szefowie i inni przestępcy – DLC wprowadza możliwość zostania VIP-em: ci mogą tworzyć swoje własne organizacje, zatrudniać do niej ochroniarzy oraz wykonywać różne zadania dostępne po wykupieniu dostępu w platformie nazwanej SecuroServ. Ponadto pojawiły się do kupienia jachty w trzech wariantach, wille na palach oraz modyfikowalne apartamenty do zakupienia, a także nowe pojazdy wraz z wariantami z opancerzeniem do wyboru. Aktualizacja również umożliwia ustawienie zdjęcia z galerii Snapmatic na awatar w platformie Rockstar Games Social Club. W dzień zapowiedzi dodatku pojawił się także jego trailer[58]. Premiera dodatku miała miejsce 15 września na konsole ósmej generacji oraz komputery osobiste[59][60].
- Lowridery: Podrasowane klasyki – dodatek umożliwia tuning kolejnych dwóch samochodów typu lowrider oraz umożliwia w jednym z dodatku Lowriders ulepszyć do samochodu przypominającego monster trucka. Ponadto wprowadza dwa nowe modele broni oraz nowy tryb adwersarza: „Sumo”, polegający na wygranej ostatniego gracza, który przetrwa podczas spychania innych pojazdów z dachu budynku – przypominając zapasy sumo. Premiera dodatku odbyła się 15 marca 2016 roku[61]. Firma Rockstar Games ponadto zapowiedziała, że kolejne takiego typu dodatki jeszcze się pojawią w przyszłości[62].
- Więcej zbrodni i finansów – druga część dodatku Szefowie i inni przestępcy, wprowadzająca tryb prezesa (będący odpowiednikiem trybu VIP z różnicą nielimitowanego statusu), umożliwiająca stworzenie własnej organizacji, a poprzez nią – zakup towarów na czarnym rynku, przejęcie go sprowadzając do magazynu i późniejsze jego sprzedanie z zyskiem. Ponadto pojawiły się nowe pojazdy, które m.in. są wykorzystywane w zadaniach trybu prezesa. Premiera dodatku odbyła się 7 czerwca[63][64].
- Poniżej pasa – wprowadza nowy tryb adwersarza o nazwie dodatku, w którym gracze prowadzą ze sobą starcia z możliwością zebrania czasowych wspomagaczy w postaci narkotyków. Premiera dodatku nastąpiła 21 czerwca[65][66].
- Karkołomne wyczyny – umożliwia zbudowanie trasy do sztuczek kaskaderskich z różnymi przeszkodami, na których można się ścigać m.in. nowymi pojazdami rajdowymi w wielu klasach. Premiera dodatku nastąpiła 12 lipca[67][68][69].
- Motocykliści – wprowadza budynki umożliwiające założenie klubu motocyklowego, dzięki któremu do 8 graczy będzie mogło wykonywać różne zlecenia klubowe lub zarabiać pieniądze na tzw. wytwórniach nielegalnego towaru (marihuana, fałszowane dokumenty, metamfetamina, kokaina, czy nielegalne drukowanie pieniędzy). Dodatkowo wprowadzone zostało wiele motocykli o różnych rodzajach[70][71]. Dodatek miał premierę 4 października 2016[72][73].
- Import/Export – prezesi SecuroServ mogą (po wykupieniu odpowiedniego magazynu) sprowadzać za pomocą kradzieży, a następnie sprzedawać z dużym zyskiem luksusowe samochody. Ponadto zyskują oni możliwość kupna nowych uzbrojonych pojazdów za zniżką (po wykonaniu odpowiednich misji) oraz wykonywać za ich pomocą zadań prezesa. Aktualizacja wprowadza także wiele luksusowych pojazdów, cyklicznie odblokowywanych co tydzień. Premiera dodatku miała miejsce 13 grudnia 2016[74][75].
- Karkołomne wyczyny: Wyścigi pojazdów specjalnych – druga część aktualizacji wprowadzającej wyścigi kaskaderskiej, zawierająca nowe trasy dostosowane do wyścigów pojazdów specjalnych z aktualizacji Import/Export. Dodatek miał premierę 14 marca 2017[76][77].
- Miniaturowe wyścigi – wprowadza nowy typ wyścigów z widokiem z lotu ptaka na wzorzec widoku z uniwersum 2D serii gier Grand Theft Auto. Dodatek miał premierę 25 kwietnia 2017[78][79].
- Dozbrojenie – aktualizacja dedykowana prezesom SecuroServ oraz prezydentom klubu motocyklowego. Umożliwia zakup bunkra, a poprzez to mogą oni za pomocą nagromadzonych zasobów produkować broń na sprzedaż (podobnie jak prezydenci klubu motocyklowego różnego rodzaju nielegalny towar), badać ulepszenia, dodatki do pojazdów lub uzbrojenie oraz ulepszać swoją broń (do wersji niestandardowej, podobnie jak pojazdy) i pojazdy w Mobilnym Centrum Operacyjnym. Wprowadza ponadto wiele pojazdów o militarnym zastosowaniu. Aktualizacja miała premierę 13 czerwca 2017[80][81][82][83].
- Przemyt – aktualizacja nawiązująca do jednej z gier Rockstar Games, Smuggler's Run. Wprowadza nowe, modyfikowalne statki powietrzne, za pomocą których można między innymi transportować nielegalny towar drogą powietrzną oraz walczyć z powietrza. Dodatek miał premierę 29 sierpnia 2017[84][85].
- Skok na koniec świata – aktualizacja umożliwiająca zakup podziemnej bazy militarnej, która między innymi pozwala na zorganizowanie tzw. skoku na koniec świata oraz zakup statku powietrznego o funkcji na podobieństwo Mobilnego Centrum Operacyjnego. Wprowadza ponadto nowe uzbrojenie militarne, które jest potrzebne do wykonania ów skoku. Dodatek miał premierę 12 grudnia 2017[86][87].
- Superseria sportowa Southern San Andreas – aktualizacja skupiająca się na nowych pojazdach sportowych sprzedawanych przez sklep Southern San Andreas Super Autos oraz dedykowanych dla nich wyścigów kaskaderskich. Dodatek miał premierę 20 marca 2018[88].
- Po godzinach – wprowadzenie możliwości prowadzenia własnego klubu nocnego z możliwością dobrania personelu lokalu, wystroju oraz odtwarzanej muzyki, wraz z zebranym różnego rodzaju towarem przez pracowników. W dodatku pojawił się także Tony Prince (znany jako Gej Tony) znany z części Grand Theft Auto: The Ballad of Gay Tony serii oraz nowy rodzaj mobilnej ciężarówki umożliwiającej zdalne wyszukiwanie nowych misji oraz ładunków dla prezesów SecuroServ i prezydentów klubów motocyklowych. Premiera dodatku odbyła się 24 lipca 2018[89].
- Arena wojny – wprowadza możliwość walk odpowiednio przygotowanych pojazdów do starć na arenie i zakup specjalnych pojazdów oraz warsztatu pozwalającego na modyfikowanie ich do walk. Premiera odbyła się 11 grudnia 2018[90].
- Diamond Casino & Resort – wprowadza możliwość gry w kasynie w popularne gry hazardowe i zakłady, między innymi w blackjacka, pokera, ruletkę, obstawianie wyścigów konnych, czy granie na maszynie typu jednoręki bandyta. Aktualizacja pozwala także zakupić Penthouse oraz kilka nowych pojazdów. Premiera odbyła się 23 lipca 2019[91].
- Diamond Casino Heist – aktualizacja umożliwia zakup salonu gier oraz napadu na kasyno wprowadzone w aktualizacji Diamond Casino & Resort. Premiera odbyła się 12 grudnia 2019[92].
- Open Wheel Racing – wprowadza do gry możliwość zakupu bolidów wyścigowych i uczestnictwa w wyścigach inspirowanych Formułą 3. Premiera odbyła się 26 lutego 2020[93].
- The Cayo Perico Heist – umożliwia zakup okrętu podwodnego Kosatka oraz wprowadza nowy klub Music Locker i nowy napad na wyspę Cayo Perico, będącą osobną mapą w rozgrywce wieloosobowej. Premiera dodatku odbyła się 15 grudnia 2020[94].
- Los Santos Tuners – aktualizacja wprowadza do gry Klub Samochodowy LS, czyli nową przestrzeń towarzyską, gdzie gracze mogą się spotykać, prezentować swoje samochody, testować nowe auta ze znajomymi na prywatnym torze, czy obserwować, jak inni modyfikują swoje wozy w czasie rzeczywistym (spora część "nowości" została wprowadzona przez Rockstar na prośbę graczy). Dodatek wprowadza też 10 nowych, wysoce modyfikowalnych aut do tuningowania, warsztat tuningowy, sześć nowych spektakularnych rabunków zwanych zleceniami, nowe wyścigi, szereg usprawnień rozgrywki i znacznie więcej. Premiera dodatku odbyła się 20 lipca 2021[95].

## Odbiór
Według danych z 2016 roku dochód z trybu Grand Theft Auto Online wyniósł pół miliarda dolarów.

## Wyłączenie usługi na starszych generacjach
16 grudnia 2021 roku usługa Grand Theft Auto Online na PS3 i Xbox 360 została wyłączona.